# Schwesing
Schwesing (północnofryz. Swiasing; duń. Svesing) – gmina w Niemczech w kraju związkowym Szlezwik-Holsztyn, w powiecie Nordfriesland, wchodzi w skład urzędu Viöl.